# Atomas, la fourmi atomique
Atomas, la fourmi atomique, ou La Fourmi atomique au Québec (The Atom Ant Show), est une série télévisée d'animation américaine en 26 épisodes de 11 minutes, créée par William Hanna et Joseph Barbera et diffusée entre le 2 octobre 1965 et le 15 octobre 1966 sur le réseau NBC.
Au Québec, la série a été diffusée à partir du 17 octobre 1966 à la Télévision de Radio-Canada, et en France, à partir du 8 février 1979 sur TF1 dans l'émission Acilion et sa bande, puis rediffusée le 2 juillet 1979 dans Acilion et sa bande (TF1), en mars 1981 dans Croque-Vacances (TF1), en 1981 sur TMC, en 2000-2002 sur Cartoon Network et en 2004-2008 sur Boomerang.

## Synopsis
En faisant des expériences dans sa fourmilière, la fourmi Atomas invente des lunettes astronomiques qui lui donnent une force surhumaine et le pouvoir de voler. Atomas décide de mettre ses nouveaux pouvoirs au service de la justice. Chaque fois que des méfaits sont sur le point d'être commis, la super-fourmi intervient en se posant sur le nez des malfaiteurs pour les convaincre de renoncer. Désormais, plus aucun méchant ne sera en sécurité, pas même Férocius, la vilaine mouche ni Monsieur Moto, la dangereuse fourmi karatéka...

## Fiche technique
- Titre original : The Atom Ant Show
- Titre français : Atomas, la fourmi atomique
- Titre québécois : La Fourmi atomique
- Réalisation : Hal Sutherland
- Scénario : Tony Benedict, Warren Foster
- Musique : Ted Nichols
- Production : Joseph Barbera, William Hanna
- Société de production : Hanna-Barbera Productions
- Pays d'origine : États-Unis
- Langue : anglais
- Nombre d'épisodes : 26 (2 saisons)
- Durée : 11 minutes
- Dates de première diffusion :
  -  États-Unis : 2 octobre 1965 sur NBC
  -  Québec : 17 octobre 1966 à la Télévision de Radio-Canada
  -  France : 8 février 1979 sur TF1

## Distribution

### Voix originales
- Howard Morris : Atomas (Atom Ant en VO)
- Don Messick : Atomas (Atom Ant en VO) (derniers épisodes)

### Voix françaises
- Jacques Zouvi : Atomas

## Épisodes

### Première saison (1965)
1. L'Évasion (Up and Atom)
2. Le Monstre (Crankenshafts Monster)
3. Topas (Gem a Go, Go)
4. Alerte à la puce (Ferocious Flea)
5. Atomas et les robots (Rambling Robot)
6. Charmante Annie (Nobody's Fool)
7. Karaté (Atom Ant Meets Karate Ant)
8. Atomas au far-west (Fastest Ant in the West)
9. Erreur judiciaire (Mistaken Identity)
10. Un chien sans prix (How Now Bow Wow)
11. La Machine à remonter le temps (Dragon Master)
12. La Tentation d'Atomas (The Big Gimmick)
13. Superman (Super Blooper)

### Deuxième saison (1966)
1. Atomas contre les fourmis (Wild, Wild Ants)
2. Le Monstre du muséum (Dina Sore)
3. Le Parc d’attractions (Amusement Park Amazement)
4. La Corrida (Bully for Atom Ant)
5. Le Termite (Termighty Mean)
6. L'Alibi (Nine Strikes You're Out)
7. Les Hors-la-loi (Go West Young Ant)
8. Le Tournoi (Knight Fight)
9. Le Ptérodactyle (Pteraducktyl Soup)
10. On a volé le commissariat (Up in The Air Squares)
11. Le Jeu du chat et de la souris (Mouse Rouser)
12. S.O.S à New-York (Killer Diller Gorilla)
13. Avalanche à Bavières (Rock a Bye Boo, Boo)

## Autour de la série
Ce dessin animé a été créé en 1965, à une époque où le nucléaire était encore récent et bien considéré.

## Produits dérivés (France)

### BD / Revues
- Atomas a paru dans les magazines illustrés Télé Junior et Télé Parade (1979).

### VHS
- Une seule VHS a paru sous le titre de La Fourmi atomique - Éditeur : Worldvision ; Parution : 01/01/1965.